# العلاقات الدنماركية الباهاماسية
العلاقات الدنماركية الباهاماسية هي العلاقات الثنائية التي تجمع بين الدنمارك وباهاماس.

## مقارنة بين البلدين
هذه مقارنة عامة ومرجعية للدولتين:
| وجه المقارنة                                              | الدنمارك                                                     | باهاماس      |
| --------------------------------------------------------- | ------------------------------------------------------------ | ------------ |
| المساحة (كم2)                                             | 42.92 ألف                                                    | 13.88 ألف    |
| عدد السكان (نسمة)                                         | 5.79 مليون                                                   | 395.36 ألف   |
| الكثافة السكانية (ن./كم²)                                 | 134.9                                                        | 28.48        |
| العاصمة                                                   | كوبنهاغن                                                     | ناساو        |
| اللغة الرسمية                                             | اللغة الدنماركية                                             | لغة إنجليزية |
| العملة                                                    | كرونة دنماركية                                               | دولار بهامي  |
| الناتج المحلي الإجمالي (بليون دولار)                      | 324.87 مليار                                                 | 12.16 مليار  |
| الناتج المحلي الإجمالي (تعادل القوة الشرائية) بليون دولار | 278.61 مليار                                                 | 8.92 مليار   |
| الناتج المحلي الإجمالي الاسمي للفرد دولار أمريكي          | 51.99 ألف                                                    | 22.82 ألف    |
| الناتج المحلي الإجمالي للفرد دولار أمريكي                 | 45.54 ألف                                                    |              |
| مؤشر التنمية البشرية                                      | 0.900                                                        | 0.790        |
| رمز المكالمات الدولي                                      | +45                                                          | +1242        |
| رمز الإنترنت                                              | .dk                                                          | .bs          |
| المنطقة الزمنية                                           | توقيت وسط أوروبا، ت ع م+02:00، ت ع م+01:00، أوروبا/كوبنهاجن ‏ | 00           |

## منظمات دولية مشتركة
يشترك البلدان في عضوية مجموعة من المنظمات الدولية، منها:
| علم المنظمة | اسم المنظمة                               | تاريخ انضمام الدنمارك | تاريخ انضمام باهاماس |
| ----------- | ----------------------------------------- | --------------------- | -------------------- |
|             | الاتحاد البريدي العالمي                   | ?                     | ?                    |
|             | يونسكو                                    | 4 نوفمبر 1946         | 23 أبريل 1981        |
|             | البنك الدولي للإنشاء والتعمير             | 30 نوفمبر 1960        | 21 أغسطس 1973        |
|             | وكالة ضمان الاستثمار متعدد الأطراف        | 12 أبريل 1988         | 4 أكتوبر 1994        |
|             | الاتحاد الدولي للاتصالات                  | 1866                  | 19 أغسطس 1974        |
|             | منظمة الشرطة الجنائية الدولية             | ?                     | ?                    |
|             | مؤسسة التمويل الدولية                     | 20 يوليو 1956         | 8 ديسمبر 1986        |
|             | الأمم المتحدة                             | 24 أكتوبر 1945        | 18 سبتمبر 1973       |
|             | مؤسسة التنمية الدولية                     | 30 نوفمبر 1960        | 23 يونيو 2008        |
|             | الفريق المعني برصد الأرض                  | ?                     | ?                    |
|             | منظمة حظر الأسلحة الكيميائية              | ?                     | ?                    |
|             | المركز الدولي لتسوية المنازعات الاستشارية | 24 مايو 1968          | 18 نوفمبر 1995       |

## وصلات خارجية
- موقع وزارة الخارجية الدنماركية